# Westmore
Westmore és una població dels Estats Units a l'estat de Vermont. Segons el cens del 2000 tenia 306 habitants.

## Demografia
Segons el cens del 2000, Westmore tenia 306 habitants, 133 habitatges, i 90 famílies. La densitat de població era de 3,4 habitants per km².
Dels 133 habitatges en un 20,3% hi vivien nens de menys de 18 anys, en un 58,6% hi vivien parelles casades, en un 6,8% dones solteres, i en un 32,3% no eren unitats familiars. En el 26,3% dels habitatges hi vivien persones soles el 6,8% de les quals corresponia a persones de 65 anys o més que vivien soles. El nombre mitjà de persones vivint en cada habitatge era de 2,3 i el nombre mitjà de persones que vivien en cada família era de 2,74.
Per edats la població es repartia de la següent manera: un 16,7% tenia menys de 18 anys, un 7,8% entre 18 i 24, un 22,5% entre 25 i 44, un 36,3% de 45 a 60 i un 16,7% 65 anys o més.
L'edat mediana era de 46 anys. Per cada 100 dones de 18 o més anys hi havia 112,5 homes.
La renda mediana per habitatge era de 27.375 $ i la renda mediana per família de 38.333 $. Els homes tenien una renda mediana de 26.875 $ mentre que les dones 18.958 $. La renda per capita de la població era de 14.522 $. Entorn del 7,8% de les famílies i el 14,6% de la població estaven per davall del llindar de pobresa.